# Бернштейн, Анри
Анри Леон Гюстав Шарль Бернштейн (фр. Henry Léon Gustave Charles Bernstein); 20 июня 1876, Париж — 27 ноября 1953, Париж) — французский драматург, писатель

 и сценарист, театральный деятель. Автор произведений для бульварного театра. Представитель, так называемой, «психологической школы».

## Биография
Родился в семье еврея-торговца. В 1900 году, во время несения военной службы, дезертировал и сбежал в Брюссель. Позже, благодаря вмешательству Симоны Ле Баржи, любовницы военного министра генерала Л. Андре, ему разрешили вернуться во Францию и освободили от прохождения 17-месячной военной службы.
С 1926 по 1939 год А. Бернштейн был директором парижского театра Théâtre du Gymnase Marie-Bell.
Перед Второй мировой войной вновь стал знаменит, благодаря дуэли с журналистом Эдуардом Бурде, его соперником в том же театральном жанре.
После начала войны эмигрировал в США. Жил в Нью-Йорке в гостинице «Уолдорф-Астория». Жан-Пьер Омон в своей работе «Le Soleil et les Ombres» (1976), рассказывает о роскоши, в которой жил Бернштейн, а также о полном отсутствии у него интереса к войне.
После Второй мировой войны вернулся в Париж, где и умер. Похоронен на кладбище Пасси.

## Творчество
Первая его пьеса «Le Marché» была поставлена в театре Антуана в 1900 году. С тех пор А. Бернштейн дал создал целый ряд драматических произведений, шедших, главным образом, в театре Théâtre du Gymnase Marie-Bell: «Le Rétour» (1902), «Joujou» (1902), «Frère Jacques», в сотрудничестве с Пьером Вебером (театр Vaudeville, 1903), «Le Bercail» (1904), «La Rafale» (1905), «Le Voleur» (1906), «Samson» (театр Renaissance, 1907), «Israel» (1908). Все эти пьесы имели большой успех.
В 1911 году А. Бернштейн представил в «Комеди Франсез» скандальную пьесу «Après moi», которую критики осудили как «еврейское» произведение, а тем более пьесу «еврейского дезертира», которая, считали они, не должна иметь места во французском театре. Представление вызвало как антисемитские, так и националистические демонстрации, организованные Леоном Доде в меньшей степени против пьесы, чем против её автора.
А. Бернштейн в ранние годы творчества пользовался репутацией одного из наиболее талантливых представителей молодой школы французских драматургов. Владея в совершенстве техникой драматической композиции, он выводил на сцену не отвлеченные фикции, а живых людей, и заставлял зрителя с захватывающим интересом следить за бурными перипетиями действия, развивающегося в пьесах с неумолимой логикой и силой вплоть до развязки. А. Бернштейн не вдался в тонкости психологического анализа и изображал преимущественно людей порочных, что дало повод некоторым критикам обвинить его в безнравственности или, по крайней мере, в «аморальности» его творчества. В действительности же это объясняется тем, что 

«драматический писатель, как заявлял по этому поводу А. Бернштейн, знает, что страсть, честолюбие, ревность, зависть, жажда наживы являются вечными двигателями человеческой активности и что… лилейно-чистое и созерцательное лицо для театра — персонаж совершенно негодный».
Хорошо владел диалогом, знал язык и быт среды, которую выводил в пьесах, технику театра: сценичность пьес драматурга способствовала популярности его в репертуаре русских театров дореволюционной поры. Однако наблюдения А. Бернштейна замкнуты кругом «высших парижских слоев», и сам автор пропитан мещанской моралью.

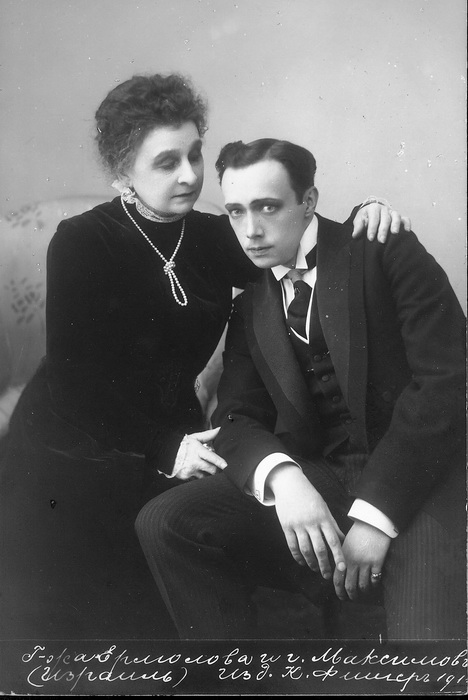
Пьеса «Израиль» была поставлена в Москве в Малом театре в 1911 году. М. Н. Ермолова в роли герцогини де Круси и В. В. Максимов в роли Тибо де Круси.

Некоторые его пьесы, например, «Израиль» также были предметом яростных нападок со стороны французских
аристократов и националистов. Следует заметить, что пьеса драматурга — «Израиль» представляет совершенно новую фазу его творчества: драматическая концепция отличается здесь большей широтой замысла, идейное начало доминирует над фактами, и за борьбой, происходящей между двумя главными действующими лицами драмы, скрывается более глубокий антагонизм, конфликт между идеалами иудаизма и стремлениями французской католической аристократии, разложение которой обрисовано А. Бернштейн с удивительной яркостью и рельефностью.
А. Бернштейну принадлежит также ряд критических очерков, написанных иногда остроумно и задорно (такова, например, его полемика с Бернардом Шоу).
Создал более 30 киносценариев, несколько его пьес были экранизированы (например, «Счастье» (1934), «Мелодрама» (1986)).